# Flip Klomp
Flip Klomp (18 oktober 2001) is een Nederlands voetballer die bij voorkeur als middenvelder speelt. Hij verruilde medio 2025 FC Volendam voor Koninklijke HFC, dat hem eerder in 2024 al huurde.

## Clubcarrière
Klomp speelde in de jeugd voor Sporting Martinus, Roda '23 en AFC. In 2020 verkaste hij naar Ajax zaterdag, waar hij in het tweede elftal speelde. In de zomer van 2021 trok Klomp naar Amerika, om daar te gaan studeren en voetballen. De Alkmaarder studeerde bedrijfskunde en kwam anderhalf jaar lang uit voor het collegeteam van Virginia Commonwealth University. In Amerika werd zijn naam ook wel geschreven als Philip Klomp.
Klomp ging meerdere malen op proef bij Eredivisionist FC Volendam en wist in januari 2023 de technische staf te overtuigen van zijn voetballende kwaliteiten. Hij tekende op 24 januari een contract dat hem tot medio 2025 aan de club verbond en sloot in eerste instantie aan bij het tweede elftal, Jong Volendam. Amper een week later volgde zijn debuut in het eerste elftal, in een Eredivisie-wedstrijd tegen FC Groningen (3-2 winst). Hij kwam in de slotfase binnen de lijnen als vervanger van Calvin Twigt.
In januari 2024 werd Klomp voor het restant van het seizoen verhuurd aan Koninklijke HFC. Bij de club uit Haarlem kwam Klomp zestien wedstrijden in actie, waarin hij eenmaal doel trof.
Op 30 augustus 2024 bereikten FC Volendam, Flip Klomp en SV Spakenburg overeenstemming over de verhuur van de speler aan de club uit Bunschoten-Spakenburg. Tevens werd bekend gemaakt dat FC Volendam zijn aan het einde van het seizoen aflopende contract niet zal verlengen.
Na het aflopen van zijn contract bij FC Volendam keerde Klomp terug bij Koninklijke HFC, dat hem eerder in 2024 al huurde.

## Statistieken

### Beloften
| Seizoen | Club             |                    | Competitie         | Competitie | Competitie |
| Seizoen | Club             | Wed.               | Competitie         | Dlp.       |            |
| ------- | ---------------- | ------------------ | ------------------ | ---------- | ---------- |
| 2022/23 | Jong FC Volendam | Vlag van Nederland | Tweede divisie     | 13         | 0          |
| 2023/24 | Jong FC Volendam | Vlag van Nederland | Onder 21 Divisie 1 | 9          | 0          |
| Totaal  | Totaal           | Totaal             | Totaal             | 22         | 0          |

Bijgewerkt t/m 5 september 2024

### Senioren
| Seizoen | Club            |                    | Competitie     | Competitie | Competitie | Beker | Beker | Overig | Overig | Totaal | Totaal |
| Seizoen | Club            | Wed.               | Competitie     | Dlp.       | Wed.       | Dlp.  | Wed.  | Dlp.   | Wed.   | Dlp.   |        |
| ------- | --------------- | ------------------ | -------------- | ---------- | ---------- | ----- | ----- | ------ | ------ | ------ | ------ |
| 2022/23 | FC Volendam     | Vlag van Nederland | Eredivisie     | 1          | 0          | 0     | 0     | 0      | 0      | 1      | 0      |
| 2023/24 | FC Volendam     | Vlag van Nederland | Eredivisie     | 2          | 0          | 0     | 0     | 0      | 0      | 2      | 0      |
| 2023/24 | Koninklijke HFC | Vlag van Nederland | Tweede divisie | 16         | 1          | 0     | 0     | 0      | 0      | 16     | 1      |
| 2024/25 | SV Spakenburg   | Vlag van Nederland | Tweede divisie | 25         | 0          | 1     | 0     | 0      | 0      | 26     | 0      |

Bijgewerkt t/m 1 juli 2025